# Spilogona trichops
Spilogona trichops är en tvåvingeart som först beskrevs av Stein 1911.  Spilogona trichops ingår i släktet Spilogona och familjen husflugor. Inga underarter finns listade i Catalogue of Life.